# 添田広福
添田 広福（そえた ひろよし、1958年6月19日- ）は、日本競輪選手会・福島支部に在籍していた元競輪選手。日本競輪学校第49期生。学校法人石川高等学校、中央大学出身。

## 経歴
アマチュア時代、1978年、1979年の世界自転車選手権・トラックレースに出場の他、78年、タイ・バンコクで開催されたアジア競技大会では個人追い抜きに出場し、3位入賞を果たしている。
競輪選手としては1982年5月1日、前橋競輪場でデビューし6着。その後、S級に在籍した経験もあるが、特筆すべき戦績は収めていない。2008年6月29日開催のいわき平競輪6レースをもって引退。選手登録削除日は同年7月4日。通算勝利数226、通算優勝回数23。

### 指導者として名を馳せる
競輪選手としての競走戦績については上記の通り特筆すべきものはないが、指導者としての活躍は目覚しい。「夢道場」という練習グループを作り、競輪選手を志す若者への指導を施し、その選手の中からGIタイトルホルダーを誕生させるに至っている。
添田の弟子として最初にGI優勝経験者となったのが78期の佐藤慎太郎。2003年、高知競輪場で開催された全日本選抜競輪を制した。そして88期の山崎芳仁は、2006年の高松宮記念杯競輪制覇を皮切りに、6回のGI優勝（2009年10月31日現在）を果たし、大ギア時代の競輪界を代表する選手となった。デビュー後数年間、自力主体の競走を行ってきた佐藤が突如マーク型の選手に転身したことや、山崎がギア比3.71→4.00といった「大ギア」での競走を行うようになった点については、いずれも添田のアドバイスに基づいて実行されたものである。この他、79期の榊枝輝文もS級で活躍しており、添田が指導している弟子の活躍ぶりには目覚しいものがある。
後に、母校である中央大学自転車競技部の監督を務めた。
添田が作詞・作曲した「三本ローラーの詩」という歌があり、佐藤慎太郎のレースで歌われることがある。